# Guerra de atrición
La guerra de atrición o guerra de desgaste es una estrategia militar que provoca el debilitamiento gradual del enemigo causado por un ataque frecuente y constante. Consiste en intentos beligerantes de ganar una guerra desgastando al enemigo hasta el punto del colapso a través de pérdidas continuas de personal y material. La palabra desgaste proviene de la raíz latina atterere, que significa «rozar contra», similar al «choque» de las fuerzas del oponente en la guerra de atrición.

## Consideraciones estratégicas
La guerra de atrición representa un intento de reducir la capacidad de un oponente para hacer la guerra mediante la destrucción de sus recursos militares por cualquier medio, incluida la guerra de guerrillas, la guerra popular, la tierra quemada y todo tipo de batallas, excepto una batalla decisiva. La guerra de atrición no incluye todo tipo de Blitzkrieg o el uso de concentración de fuerza y una batalla decisiva para ganar. El bando que refuerce su ejército a mayor velocidad normalmente ganará la guerra. Clausewitz lo llamó el agotamiento del adversario.
Un bando que se percibe a sí mismo en marcada desventaja puede buscar deliberadamente una guerra de atrición para neutralizar las ventajas de su oponente con el tiempo. Sun Tzu ha declarado que no hay ningún país que se haya beneficiado de una guerra prolongada, pero Rusia en 1812 ganó la guerra con una guerra de atrición contra Napoleón. Cuando los métodos de desgaste han desgastado al enemigo lo suficiente como para hacer factibles otros métodos, los métodos de desgaste a menudo se complementan o incluso se abandonan con otras estrategias. Los comandantes militares de la Primera Guerra Mundial en ambos lados se basaron de manera ineficaz en la guerra de atrición, lo que resultó en bajas sin un resultado estratégico.
La diferencia entre la guerra de atrición y otras formas de guerra es algo artificial, ya que incluso una sola batalla normalmente contiene un elemento de desgaste. Se puede decir que uno sigue una estrategia de desgaste si tiene como objetivo principal causar un desgaste gradual en el oponente que finalmente llegue a niveles inaceptables o insostenibles para el oponente mientras limita las propias pérdidas graduales a niveles aceptables y sostenibles. Eso debe verse como opuesto a otros objetivos principales, como la conquista de algún recurso o territorio o un intento de causar grandes pérdidas al enemigo de un solo golpe (como el cerco y la captura). La guerra de atrición también trata de aumentar la fricción en una guerra por el oponente.
Aunque la guerra de atrición puede parecer una opción lógica para los combatientes con más recursos o ventajas asimétricas que su oponente, también existen desventajas significativas. Quizás la razón más común del fracaso de la guerra de atrición está relacionada con el tiempo requerido para cumplir con los objetivos de guerra de uno. La situación geopolítica y estratégica puede cambiar drásticamente durante largos períodos de tiempo, dando potencialmente al oponente una ventaja si la victoria no se logra lo suficientemente pronto. Además, las estrategias de desgaste dan tiempo a los oponentes para ajustar tácticas y estrategias. Aunque la estrategia es típicamente victoriosa para la nación con más recursos, en algún momento puede fallar debido a percances operativos y geopolíticos, como Atenas durante la guerra del Peloponeso, o debido a errores de cálculo estratégicos, como Alemania durante la Batalla de Inglaterra.

## Ejemplos en la historia

### Más típico

Mapa animado de la campaña rusa

La invasión napoleónica de Rusia es un ejemplo de libro de texto de cómo los elementos de la guerra de atrición interfirieron con la logística militar de Napoleón y ganaron la guerra sin una batalla decisiva. Una de las mejores representaciones visuales de las estrategias de guerra de atrición rusas fue creada por Charles Joseph Minard. Muestra la disminución constante del número de soldados de la Grande Armée francesa durante el transcurso de la guerra.

### Mejor conocido

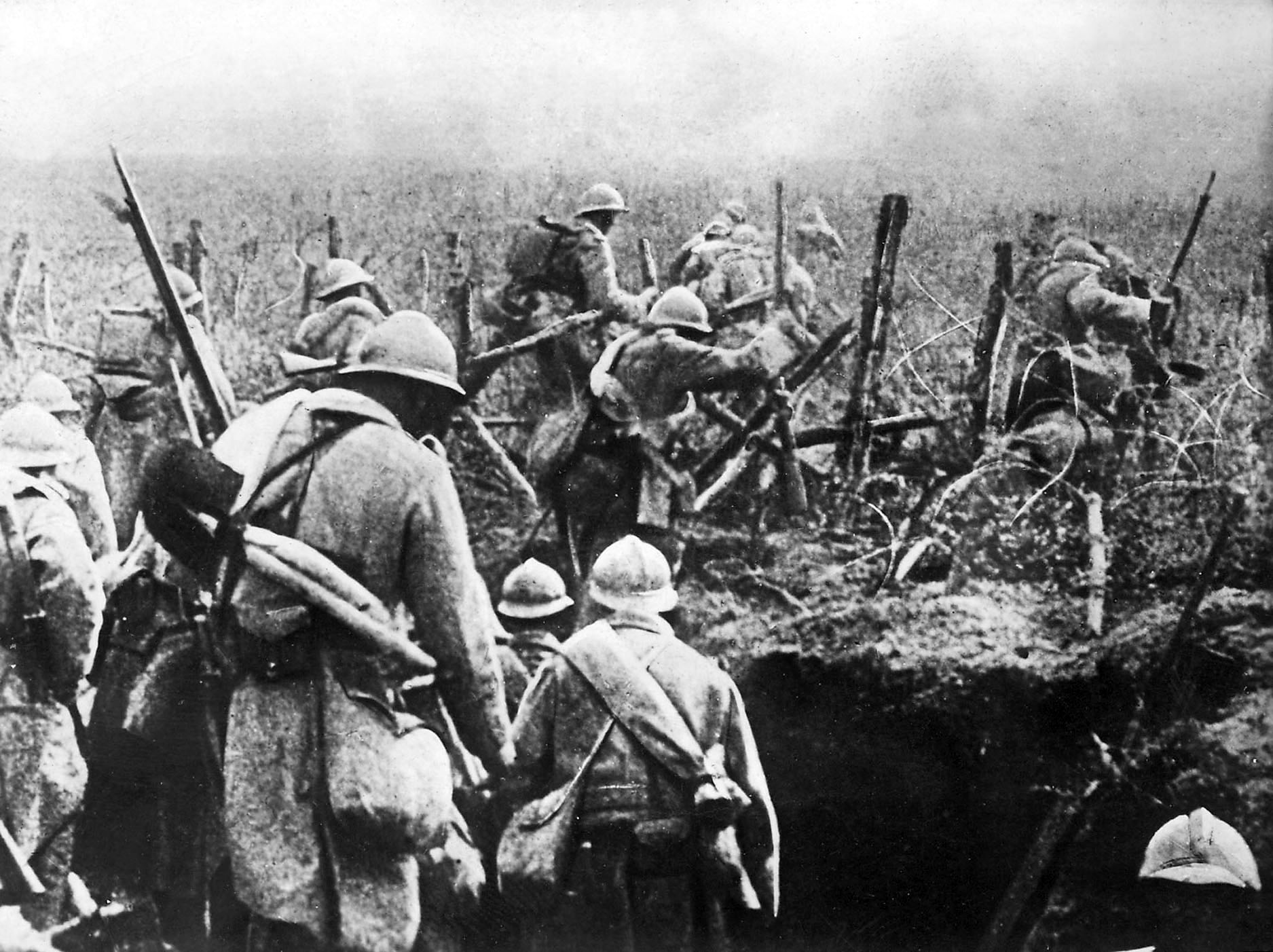
La batalla de Verdún causó más de 700 000 bajas

El ejemplo más conocido de guerra de atrición podría estar en el Frente Occidental durante la Primera Guerra Mundial. Ambas fuerzas militares se encontraron en posiciones defensivas estáticas en trincheras que se extendían desde Suiza hasta el Canal de la Mancha. Durante años, sin ninguna oportunidad de maniobrar, la única forma en que los comandantes pensaron que podían derrotar al enemigo era atacar repetidamente de frente y aplastar al otro.
Uno de los ejemplos más perdurables de guerra de atrición en el Frente Occidental es la Batalla de Verdún, que tuvo lugar durante la mayor parte de 1916. Erich von Falkenhayn afirmó más tarde que sus tácticas en Verdún no estaban diseñadas para tomar la ciudad sino para destruir al Ejército francés en su defensa. Se describe a Falkenhayn como queriendo «desangrar a Francia hasta dejarla blanca» y, por lo tanto, se emplearon tácticas de desgaste en la batalla.
Los soldados del Frente Italiano libraron una serie de batallas de desgaste a lo largo del río Isonzo entre junio de 1915 y noviembre de 1917.

Historiadores como Hew Strachan han demostrado que la guerra de atrición en la Primera Guerra Mundial se utilizó como una excusa post hoc ergo propter hoc para las ofensivas fallidas. Las fuentes contemporáneas no están de acuerdo con la opinión de Strachan sobre esto. Si bien el Memorándum de Navidad es un invento de la posguerra, la estrategia de la guerra de atrición fue la estrategia original para la batalla.

### Más inusual
Un ejemplo en el que se tropezó con una guerra de atrición sin intención ocurrió durante la última parte de la guerra civil estadounidense, cuando el general de la Unión Ulysses S. Grant intentó continuamente forzar al Ejército de Virginia del Norte a un enfrentamiento decisivo al aire libre, pero el rápido reposicionamiento y refortificación de Robert E. Lee se lo impidió. Debido a esto, el Ejército del Potomac se vio obligado a intentar desalojar a su contraparte con ataques directos contra posiciones atrincheradas en numerosas ocasiones.
Si bien estos no produjeron el avance que Grant esperaba y, como resultado, las bajas de la Unión fueron más altas en volumen; la Unión pudo reponer sus fuerzas más fácilmente y la Confederación comenzó a sufrir un mayor porcentaje de bajas en comparación con su capacidad total. Cuando Grant finalmente obligó a Lee a participar abiertamente en la batalla de Appomattox, el Ejército de Virginia del Norte no pudo montar un contraataque efectivo contra una fracción del ejército de la Unión y, posteriormente, se rindió.

### Lista de guerras

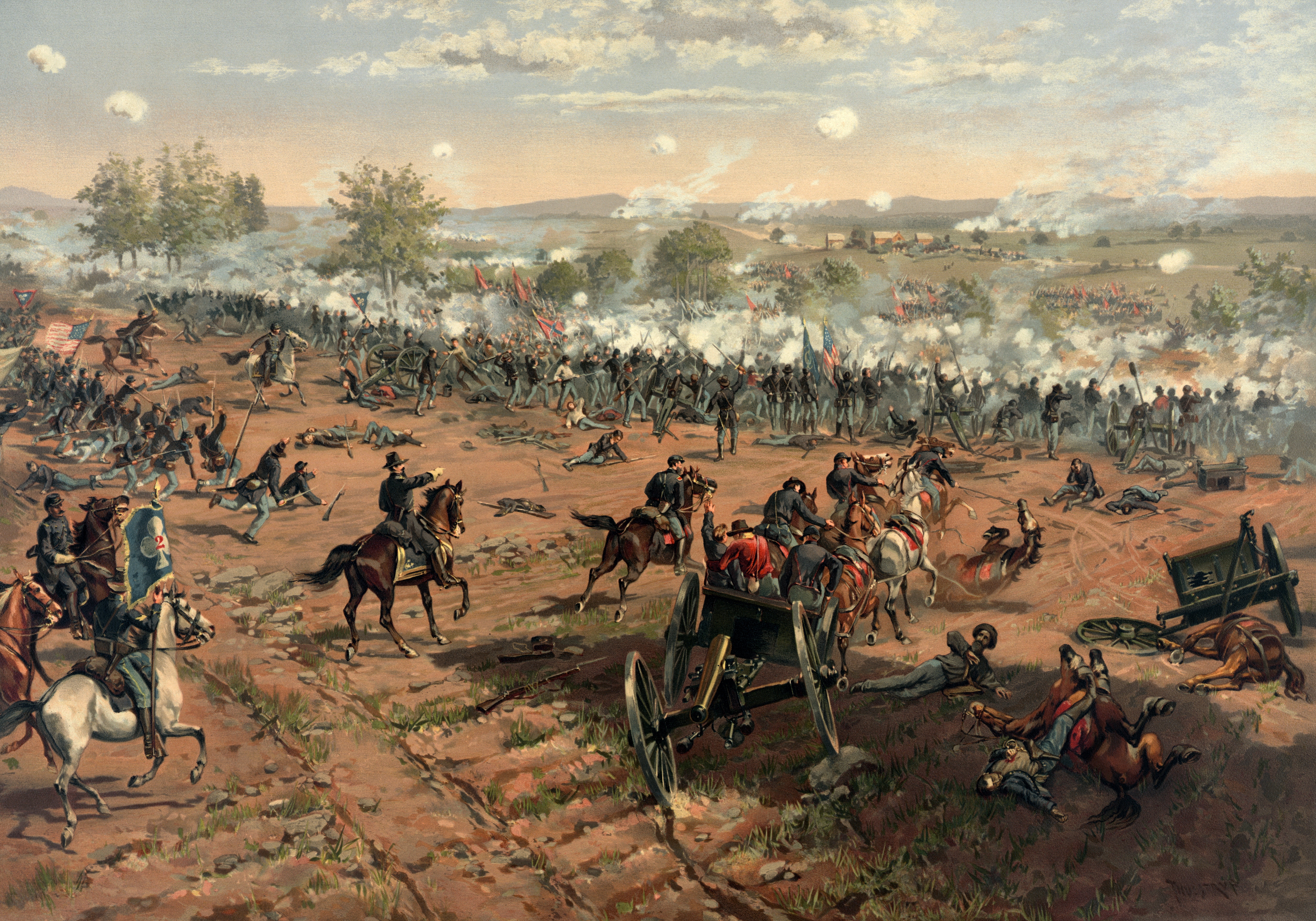
Aproximadamente 750 000 soldados murieron durante cuatro años durante la guerra de Secesión

- Tácticas escitas durante la campaña persa contra los escitas en Europa del 513 a. C., que se encontraba en profunda retirada de las estepas, evitando un enfrentamiento directo con el ejército de Darío I, mientras saqueaba los pozos y pastos.
- Los atenienses, que eran más débiles en la guerra terrestre durante la guerra del Peloponeso, emplearon la guerra de atrición utilizando su armada.[15]
- Las tácticas «dilatorias» de Quinto Fabio Máximo Verrucoso (apodado «Cunctator», el dilatorio) contra Aníbal durante la segunda guerra púnica.
- Campaña de Muhammad Tapar contra los nizaríes de Alamut en 1109-1118
- Segunda invasión mongola de Hungría en 1285 y 1286
- Sitio de Tenochtitlan por Hernán Cortés en 1521
- Invasión sueca de Rusia (1708-1709)
- La estrategia estadounidense durante la guerra de Independencia de los Estados Unidos
- La última parte de la guerra de Secesión, en particular el sitio de Vicksburg, la campaña por tierra y el sitio de Petersburg.
- La guerra de atrición contra Napoleón en la invasión francesa de Rusia por Napoleón Bonaparte en 1812
- Las últimas etapas de la guerra civil española (1938-1939)
- La estrategia china durante la segunda guerra sino-japonesa
- Guerra de tonelaje en el Atlántico y el Pacífico durante la Segunda Guerra Mundial
- La batalla aérea por Inglaterra en la Segunda Guerra Mundial después del bombardeo de Londres
- Batallas estáticas en la Segunda Guerra Mundial, incluida la defensa urbana soviética durante la batalla de Stalingrado
- Batalla de Tabu-dong y los dos últimos años de la guerra de Corea
- La guerra de Vietnam (recuento de cadáveres)

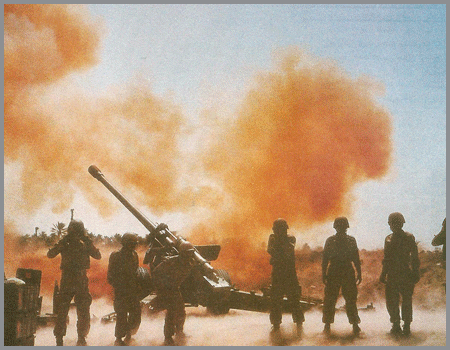
La guerra entre Irán e Irak (1980-1988) mató a más de 500 000 personas antes de que le pusiera fin un alto el fuego negociado por la ONU

- La «Guerra Larga» durante la campaña armada del IRA Provisional contra el Ejército británico durante el Conflicto norirlandés.
- La Guerra de Desgaste israelí-egipcia de 1967 a 1970.
- La guerra afgano-soviética
- Las últimas fases de la guerra entre Irán e Irak
- Las guerras yugoslavas (1991-2001): especialmente la guerra de Bosnia (1992-1995), la guerra de Croacia (1991-1992 y 1995) y la guerra de Kosovo (1998-1999).
- La guerra de Afganistán (2001-2021)
- La guerra civil de Sri Lanka después de 2005
- La guerra civil libia de 2011[16]
- Conflicto turco-kurdo (1978-presente)
- La guerra civil siria (2011-presente), en particular la batalla de Alepo.[17]
- La lucha del Frente Polisario en el Sáhara Occidental contra el Ejército de Marruecos (2020-presente).
- La guerra de Tigray entre el gobierno etíope y los rebeldes de Tigray (2020-2022).[18]
- Durante la invasión rusa de Ucrania en 2022, el ejército ruso adoptó una estrategia de desgaste.[19][20][21]
- Guerra Israel-Hamás (2023–actualidad).[22]